# 12月17日 (旧暦)
旧暦12月17日は旧暦12月の17日目である。六曜は仏滅である。

## できごと
- 永長元年（ユリウス暦1097年1月3日） - 天変と地震により、嘉保から永長に改元
- 長寛2年（ユリウス暦1165年1月30日） - 蓮華王院（三十三間堂）の落慶法要
- 寛永9年（グレゴリオ暦1633年1月26日） - 江戸幕府が、大名監視の為の大目付を設置
- 元治元年（グレゴリオ暦1865年1月14日） - 筑波山で挙兵した水戸藩尊攘急進派・天狗党が追討軍に追われて敦賀で降伏。関係者300人以上が斬罪

## 誕生日
- 元禄14年（グレゴリオ暦1702年1月14日） - 中御門天皇、114代天皇（+ 1737年）

## 忌日
- 宣化天皇元年（ユリウス暦536年1月25日） - 安閑天皇、27代天皇（* 466年）
- 宝永6年（グレゴリオ暦1710年1月16日） - 東山天皇、113代天皇（* 1675年）